# Vazba sigma

vazba σ mezi dvěma atomy: zobrazení elektronové hustoty

Vazba sigma (σ) je druh kovalentní chemické vazby, který vzniká, když dojde k maximálnímu překryvu atomových orbitalů na spojnici středů jader vázaných atomů; jedná se o nejsilnější druh kovalentní vazby.
Nejsnadněji se tento typ vazby definuje pro dvouatomové molekuly, a to pomocí grup symetrie. Vazba sigma je symetrická s ohledem na rotaci vazebné osy. Podle této definice jsou běžnými podtypy s+s, pz+pz, s+pz a dz2+dz2 (kde z je osa vazby, tedy osa kolmá na spojnici středů jader).
Podle kvantové teorie dochází k hybridizaci molekulových orbitalů se shodnými symetriemi. Důsledkem tohoto jevu je splynutí vlnových funkcí orbitalů s+s a pz+pz.

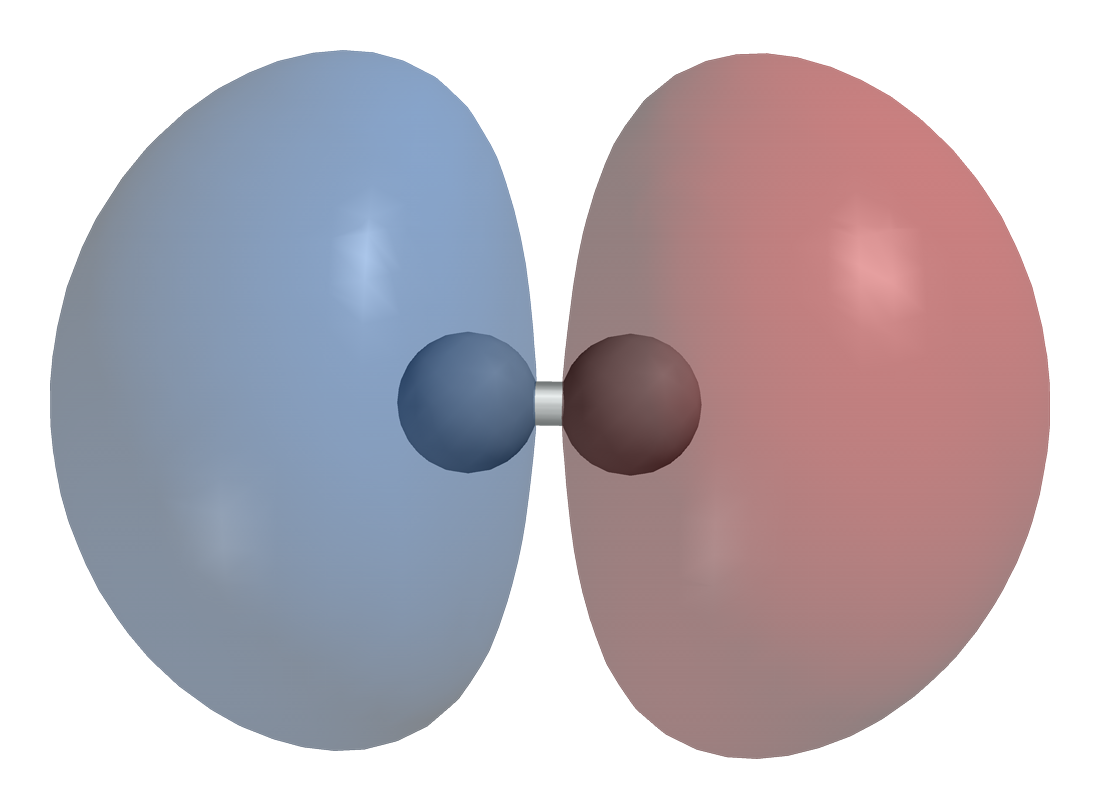
Protivazebný molekulový orbital 1sσ* v H_{2} s vyznačenými uzlovými rovinami

U molekul složených ze dvou atomů stejného prvku se nevyskytují uzlové roviny, ve kterých by vlnová funkce měla nulovou hodnotu, a to ani mezi vázanými atomy, ani uvnitř nich. Odpovídající protivazebný orbital σ* je definován přítomností jedné uzlové roviny mezi oběma vázanými atomy.
Vazby sigma jsou ze všech kovalentních vazeb nejsilnější, protože zde dochází k přímému překryvu orbitalů. Elektrony podílející se na vazbě sigma se často označují jako sigma elektrony.
Při pohledu směrem dolů na osu vazby má molekulový orbital σ kruhovou symetrii, která odpovídá atomovému orbitalu „s“.
Jednoduchá vazba je obvykle typu sigma, zatímco násobné vazby se skládají z vazby sigma a jedné či více vazeb jiných typů (například pí). Dvojná vazba je složena z jedné vazby sigma a jedné vazby pí, trojná z jedné vazby typu sigma a dvou typu pí.

## Vazba σ u molekul s více než 2 atomy
Myšlenku vzniku vazeb σ přímým překryvem atomovým orbitalů s lze rozšířit na interakce vytvořené překryvem jednoho laloku prvního a jednoho laloku druhého atomového orbitalu jiných typů; například v molekule propanu se vyskytuje 10 vazeb σ – dvě vazby C-C a 8 vazeb C-H.

## Vazba σ u vícevazných komplexů
Komplexy přechodných kovů obsahující vícenásobné vazby, například dihydrogenkomplexy mají vazby sigma mezi atomy vázanými vícenásobnými vazbami. Tyto vazby se mohou kombinovat s ostatními typy vazeb jako jsou vazby π, jako například v molekule W(CO)3(PCy3)2(H2) a dokonce, jako například u octanu chromnatého, i s vazbami δ.

## Vazba σ v organických molekulách
V molekulách mnoha organických sloučenin, jako je benzen, se vyskytuje jeden či více cyklů; tyto cykly se mnohdy skládají z vazeb typu sigma a pí. Počet vazeb sigma je roven součtu počtu atomů a počtu cyklů zmenšenému o 1.
Necyklickou molekulu lze zobrazit jako strom s počtem vazeb rovným počtu atomů zmenšenému o jednotku (například v dvouatomové molekule vodíku, H2, je jen jedna vazba sigma a v molekule amoniaku, NH3, jsou takové vazby tři). Mezi dvěma atomy nemůže být více než jedna vazba σ.
Cyklické molekuly mají další vazby σ, například benzen má mezi 6 uhlíkovými atomy v cyklu 6 vazeb tohoto typu. V molekule antracenu C14H10 jsou tři cykly, a podle výše uvedeného pravidla se tam tedy nachází 24 + 3 − 1 = 26 vazeb sigma; zde jde o 16 vazeb C-C a 10 vazeb C-H.